# Coriandreae
Tribu
Classification APG III (2009)
Les Coriandreae sont une tribu de plantes à fleurs de la famille des Apiaceae (Ombellifères), de la sous-famille des Apioideae.

## Nom
La tribu des Coriandreae est décrite en 1824 par le botaniste allemand Wilhelm Daniel Joseph Koch.

## Liste des genres
- Bifora[1]
- Coriandrum[1]
- Krubera[2]